# 代王嘉
代王嘉（だいおう か、生没年不詳）は、中国の戦国時代末期の代の王（在位：前227年 - 前222年）。代は趙の亡命政権であるため、趙の最後の王ともされる。姓は嬴、氏は趙、諱は嘉。

## 生涯
嘉は悼襄王の長子として生まれ、太子に立てられた。だが、悼襄王は寵愛していた倡后の産んだ公子遷（幽繆王）を後を継がせるため、公子嘉を廃嫡して、公子遷を太子に立てた。
悼襄王9年（前236年）、悼襄王が死去すると、公子遷が即位した。
幽繆王8年（前228年）、秦の将軍王翦は趙の国都邯鄲を陥落させた。幽繆王は秦によって捕虜とされ、趙は事実上滅亡した。しかし、公子嘉は一族数百人を連れて、北方の代（現在の河北省張家口市蔚県南西部）へ逃れた。そして、趙の大夫らに擁立され、亡命政権である代国を建て、代王を名乗った。代は燕と連合を組み、上谷に軍を置いた。
代王嘉元年（前227年）、燕の太子丹が荊軻を用いて秦王政（後の始皇帝）を暗殺しようとしたことから、秦軍が燕へと侵攻した。燕・代連合軍は応戦したものの、易水の西で王翦と辛勝率いる秦軍に敗れた。
代王嘉2年（前226年）、燕の国都の薊が陥落し、燕王喜と太子丹は遼東に逃れた。その後、代王嘉は燕王喜に「丹を殺して秦王に首を献じれば、秦王の怒りは必ず解け、燕の社稷は幸いにも続くことでしょう」と書を送り、太子丹を殺して、秦に和を請うよう勧めた。燕王喜は太子丹を殺し、その首を秦に献じた。秦王政はこれを受け入れ、進軍を中止した。しかし、この和睦は束の間に過ぎなかった。
代王嘉6年（前222年）、王賁率いる秦軍は遼東を攻め、燕王喜を捕虜とし、燕は滅亡した。王賁はさらに代の地にも攻め入り、代王嘉を捕虜とし、代も滅ぼした。こうして、趙は名実ともに滅亡し、王統が途絶えた。